# Mirror Man (The Human League)
Mirror Man è un singolo del gruppo synthpop britannico The Human League, pubblicato nel 1982 ed estratto dall'EP Fascination!.

## Tracce
- 7"

1. Mirror Man
2. You Remind Me of Gold

## Classifiche
| Classifica (1982) | Posizione massima |
| ----------------- | ----------------- |
| Regno Unito       | 2                 |